# Daniel Bautista
Daniel Bautista Rocha (San Luis Potosí, 4 de agosto de 1952) foi um atleta mexicano, especialista em marcha atlética e vencedor da medalha de ouro nos Jogos Olímpicos de Montreal 1976.
Esteve também presente nos Jogos Olímpicos de Moscovo, em 1980, mas aí foi desclassificado nos 20 km marcha a 1800 metros da meta e, passados seis dias, acabaria por desistir nos 50 km marcha. Entretanto, havia ganho os 20 quilómetros dos Jogos Pan-Americanos de 1975 e 1979 e da Taça do Mundo em 1977 e 1979. Nesta última edição estabeleceu a sua melhor marca de sempre: 1:18:49 h.
Ao longo da sua carreira bateu dois recordes mundiais dos 20 km marcha.